# Betina
Betina – wieś w Chorwacji, w żupanii szybenicko-knińskiej, w gminie Tisno. W 2011 roku liczyła 697 mieszkańców.
Betina zamieszkana była już czasach starożytnych, przez plemię Liburnian. Pozostałości rzymskiej osady Colentum między Betiną a Murterem oraz liczne ruiny rzymskich rezydencji świadczą o zachowanej ciągłości historycznej podczas panowania Cesarstwa Rzymskiego.
Pierwsza wzmianka o Betinie pochodzi z 1423 roku. W 1573 roku, w Betinie osiedlili się uchodźcy z miejscowości Vrana, którzy szukali schronienia przed tureckimi wojskami.
Dawniej, większość wyspy porastały drzewa oliwne i figowe, a także uprawiano winorośl. Zachowały się dokumenty, które wspominają o produkowanych w okolicy Betiny winach najwyższej jakości. Aktualnie w okolicy Betiny jak i na całej wyspie Murter przeważa niska roślinność oraz sosny.